# Święty Ceran
Święty Ceran z Paryża, fr. Céran, łac. Cera(u)nus (zm. ok. 621) – francuski święty katolicki, biskup Paryża w latach 606-621. 
Był kolejnym z Merowingów biskupem, po św. Germanie. W 614 roku brał udział w piątym synodzie paryskim.
Pochowany został obok grobu św. Genowefy, patronki Paryża, a jego relikwie spoczęły obok szczątków Świętej w dzisiejszym kościele St Etienne du Mont w Paryżu.
Jego wspomnienie liturgiczne obchodzone jest 27 września (wcześniej również 28 września).